# Quinquina
A quinquina (Cinchona officinalis) é um arbusto ou uma pequena árvore da família das Rubiáceas, originária da América do Sul.

## Utilização
A cortiça da quinquina contém alcalóides, dos quais o quinino tem propriedades medicinais reconhecidas. O quinino era utilizado para tratar o paludismo.

## História
A quinquina ou Kina-kina era importado na Europa sob o nome "casca do Peru". Foi neste país que os indígenas descobriram as suas propriedades antimaláricas. Esta casca deve a sua denominação à mulher do vice-rei do Peru, condessa de Chinchon, que havia se curado com o emprego desta casca. Ela facilitou a introdução desta droga na Espanha onde levou o nome de "pó da condessa". Posteriormente, foi comercializada pelos jesuítas, passando a ser chamada de "pó dos jesuítas".
Para combater o paludismo que não poupava os habitantes da região de Versailles, Louis XIV importou o produto para a França. Quando Simon-Auguste Tissot publicou sua obra "L'onanisme , essai sur les maladies produites par la masturbation", que recebeu sessenta e três edições entre 1760 e 1905, recomendou entre outras coisas o uso da quinquina como melhor remédio para remediar as doenças causadas pelo onanismo.
Outras espécies de Cinchona, entre elas a quinquina vermelha e a quinquina amarela, produzem também o quinino.